# Clawhammer
 Clawhammer er en spilleteknik på den femstrengede banjo, der var mest almindelig i oldtimemusikken. Den kaldes også frailing og den består i, at strengene anslås med bagsiden af en negl, ofte afvekslende med knips med to fingre. Streng 4 til 1 anslås med bagsiden af en pegefinger eller med langefinger-neglen. Tommelfingeren spiller 5-strengen som en drone-streng, men kan tage besøg til 4 til 2-strengen med de såkaldte drop-thumbs. 
Teknikkens oprindelse menes at være fra Afrika og at den er bragt til USA med slaverne.  
Den grundlæggende rytme i teknikken bliver ofte kaldt en bumpdity-rytme. Pete Seeger krediteres for at have givet rytmen dette navn, men er paradoksalt nok ikke kendt for at spille clawhammer banjo, men derimod up-picking. Disse to teknikker er dog meget rytmisk ens og bumpditty-rytmen er derfor grundlaget for begge. 
Ofte anvendes teknikken i oldtime musikken fra Appalachierne. Den er særlig populær inden for danse-melodier, de såkaldte fiddle-tunes, da den er velegnet til rytmisk akkompagnement. Stilen er derfor også meget udbredt i oldtime jam-sessions.
Clawhammer banjo findes i flere forskellige regionale stilarter, men særligt populær er Roundpeak hvor Tommy Jarrell, Kyle Creed og Fred Cockerham er de tre primære kilder til denne stil.    

## Musikere
Kendte banjospillere med denne teknik er 
- Uncle Dave Macon
- Fred Cockerham
- Charlie Poole
- Tommy Jarrell
- Fred Cockerham
- Kyle Creed
- Wade Ward
- Mike Seeger
- Dwight Diller
- Pete Seeger
- Abigail Washburn